# Madagaskar-Ratten
Die Madagaskar-Ratten (Nesomyinae) sind eine Gruppe der Nagetiere, die als Unterfamilie der Nesomyidae gelten. Zu dieser Gruppe werden rund 25 Arten in neun Gattungen gezählt, die allesamt ausschließlich auf Madagaskar leben, wo sie natürlicherweise die einzigen Vertreter der Mäuseartigen (Muroidea) sind.

## Merkmale
Madagaskar-Ratten haben verschiedene Habitate besiedelt und dementsprechend verschiedene Körperformen entwickelt. Die Votsotsa, der größte Vertreter dieser Gruppe, ähnelt im Körperbau und der Lebensweise einem Kaninchen, daneben gibt es rennmausähnliche Arten wie die Madagaskar-Großfußmäuse, wühlmausähnliche Arten wie die Madagaskar-Kurzschwanzratten und rattenähnliche Vertreter wie die Inselratten und die Voalavoanala. Die Zahnformel aller Arten lautet 1/1-0/0-0/0-3/3, insgesamt haben sie also 16 Zähne. Ihr Kopfrumpflänge schwankt zwischen 9 und 35 Zentimeter und ihr Gewicht zwischen 25 und 1500 Gramm.

## Lebensweise
So vielgestaltig wie die Körperformen sind auch die Lebensweisen der Madagaskar-Ratten. Es gibt boden- und baumbewohnende Arten, einige Tiere errichten auch unterirdische Baue, die ihnen als Schlafplätze und als Nahrungslager dienen. Die meisten Vertreter sind nachtaktiv.
Alle Madagaskar-Ratten sind ausschließlich Pflanzenfresser, die sich von Früchten, Samen, Beeren und Stängeln ernähren. Über die Fortpflanzung und das Sozialverhalten ist bei den meisten Arten kaum etwas bekannt. Sie spielen aber eine wichtige ökologische Rolle als Beutetiere für Schlangen, Greifvögel und Madagassische Raubtiere.
Viele Arten sind bedroht, vor allem durch die Einschleppung von echten Ratten und Mäusen nach Madagaskar, die den endemischen Nagern ihren Lebensraum streitig machen. Auch die Vernichtung ihres Lebensraums stellt für manche Arten eine Bedrohung dar.

## Systematik
Aufgrund ihrer morphologischen Unterschiede hielt man die Madagaskar-Ratten früher manchmal für nicht miteinander verwandt und ordnete sie verschiedenen Gruppen der Mäuseartigen zu. Heute ist die Monophylie dieser Gruppe durch molekulargenetische Studien eindeutig belegt. Auch über die Beziehung dieser Gruppe zu anderen Nagetiertaxa herrschte lange Unklarheit.
Als Stammgruppe der Madagaskar-Ratten wurde häufig eine ausgestorbene Nagetierklade des Miozäns gesehen, die Afrocricetodontidae, die in Ostafrika beheimatet waren. Während sie auf dem Festland durch andere Nagetiergruppen verdrängt wurden und ausstarben, blieben sie auf der isolierten Insel Madagaskar unter sich. Neuerdings werden die Madagaskar-Ratten aufgrund molekulargenetischer Untersuchungen mit einigen rein afrikanischen Nagetiertaxa in der Familie der Nesomyidae vereint.
Die folgenden Gattungen werden unterschieden:
- Madagaskar-Weißschwanzratten (Brachytarsomys)
- Madagaskar-Großfußmäuse (Macrotarsomys)
- Inselratten (Nesomys)
- Voalavoanalas (Gymnuromys)
- Bilchschwänze (Eliurus)
- Madagaskar-Kurzschwanzratten (Brachyuromys)
- Votsotsas (Hypogeomys)
- Monticolomys
- Voalavo